# 肖瓦尔市镇
肖瓦尔市镇是法罗群岛东岛西南部的市镇。市镇面积为33平方公里，人口数量为1,111人（2021年1月）。市镇内有5个村庄。

## 图集

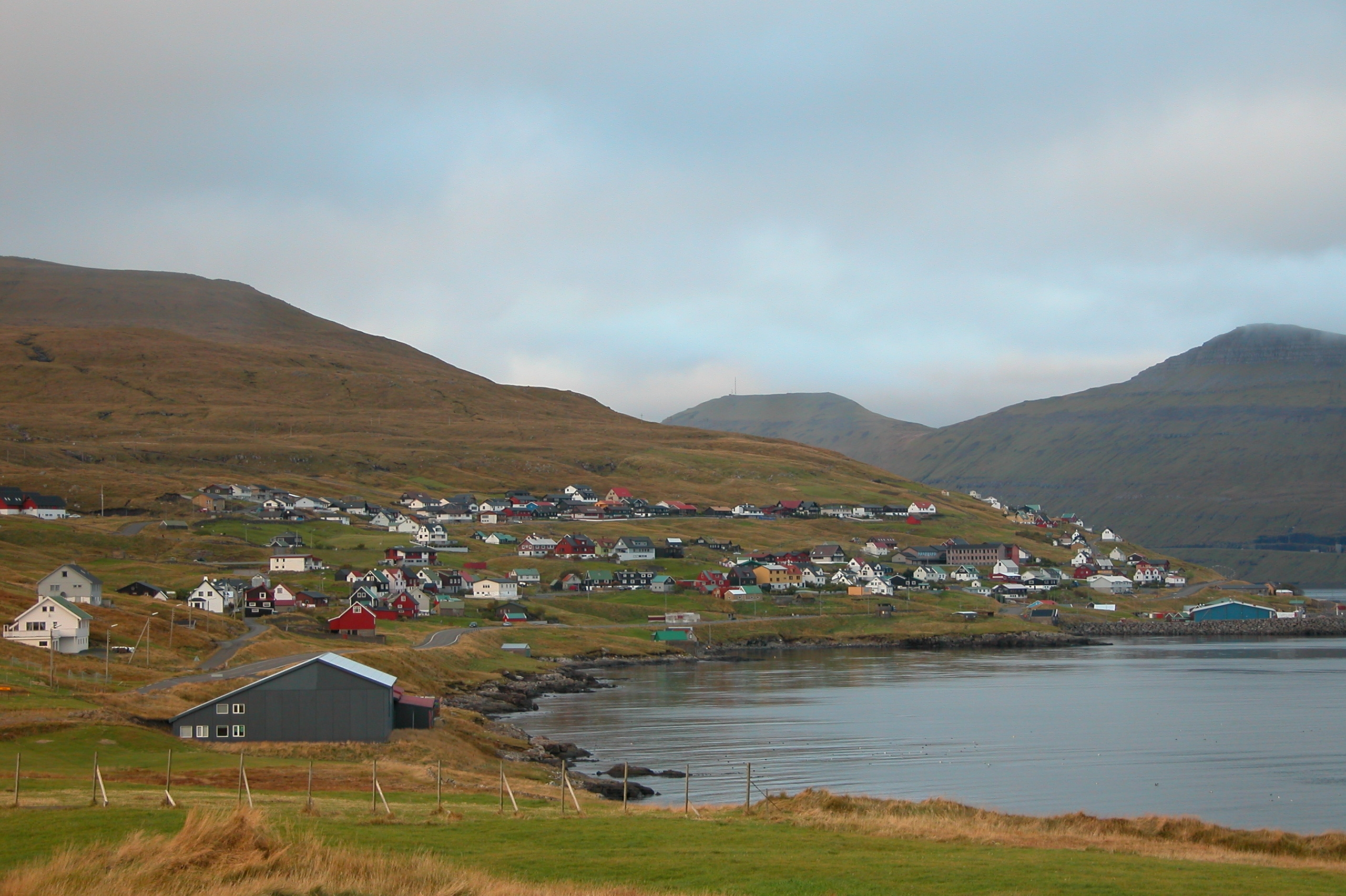
Strendur村
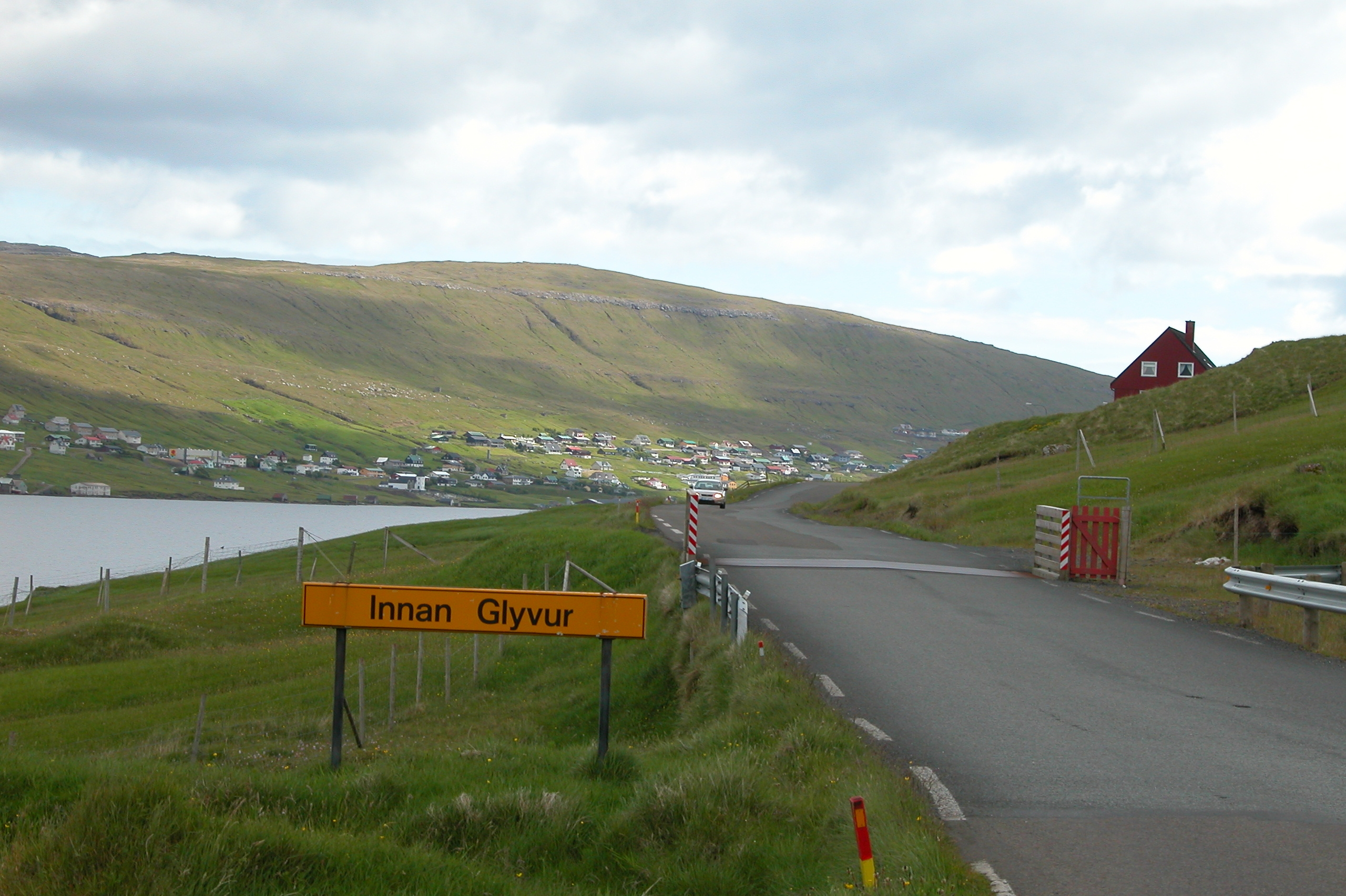
Innan Glyvur村
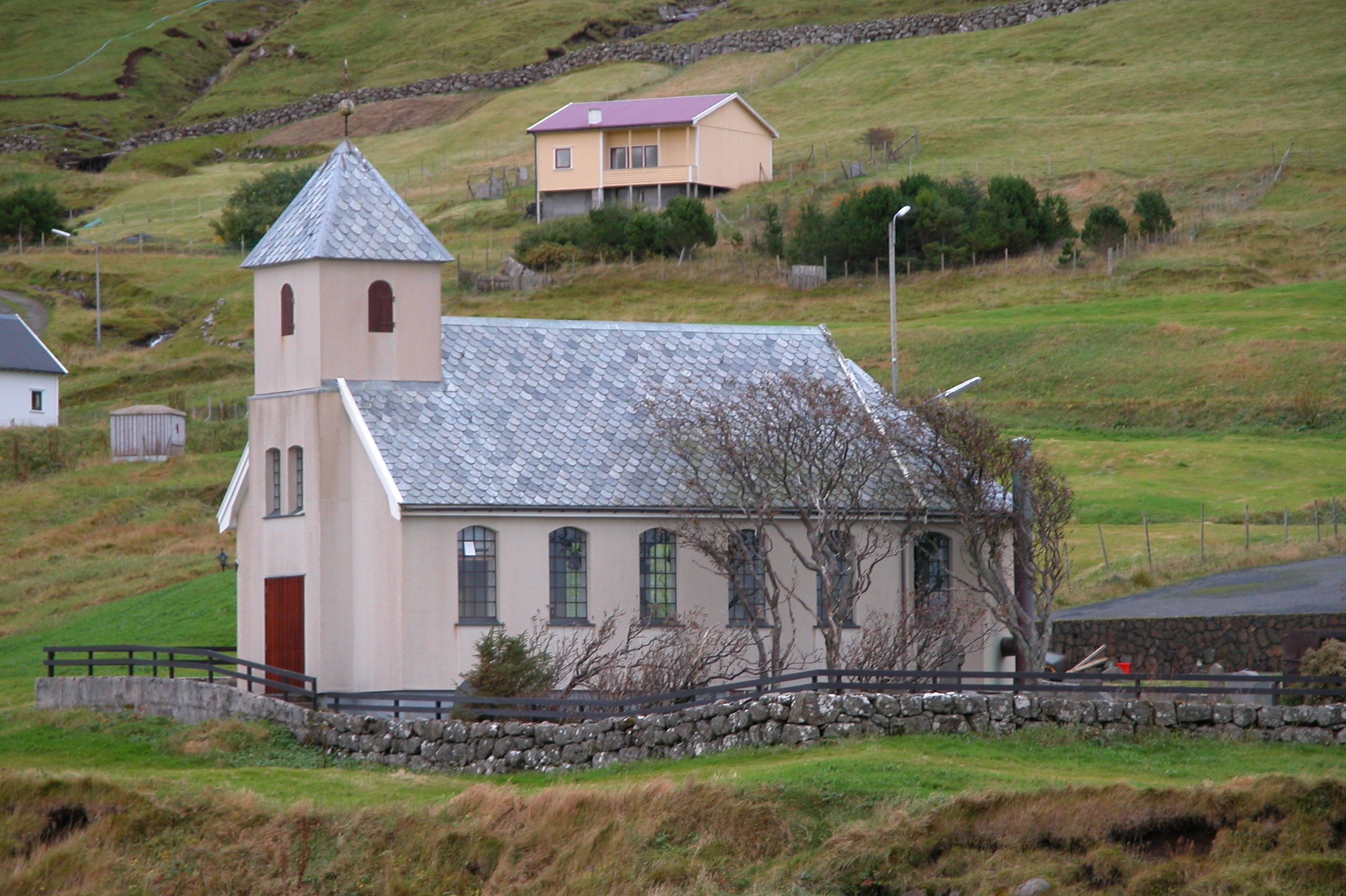
Selatrað村里的教堂
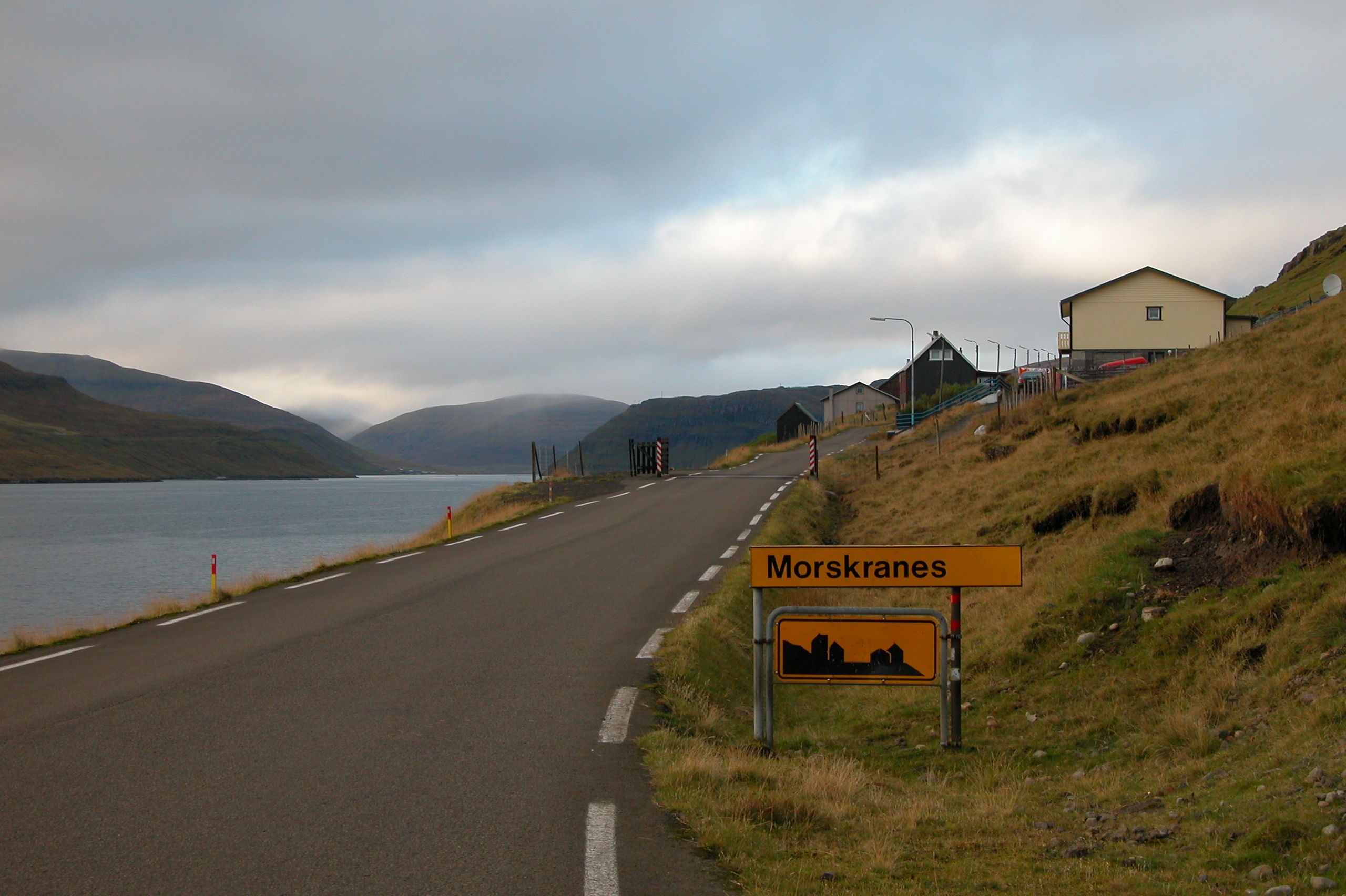
Morskranes村
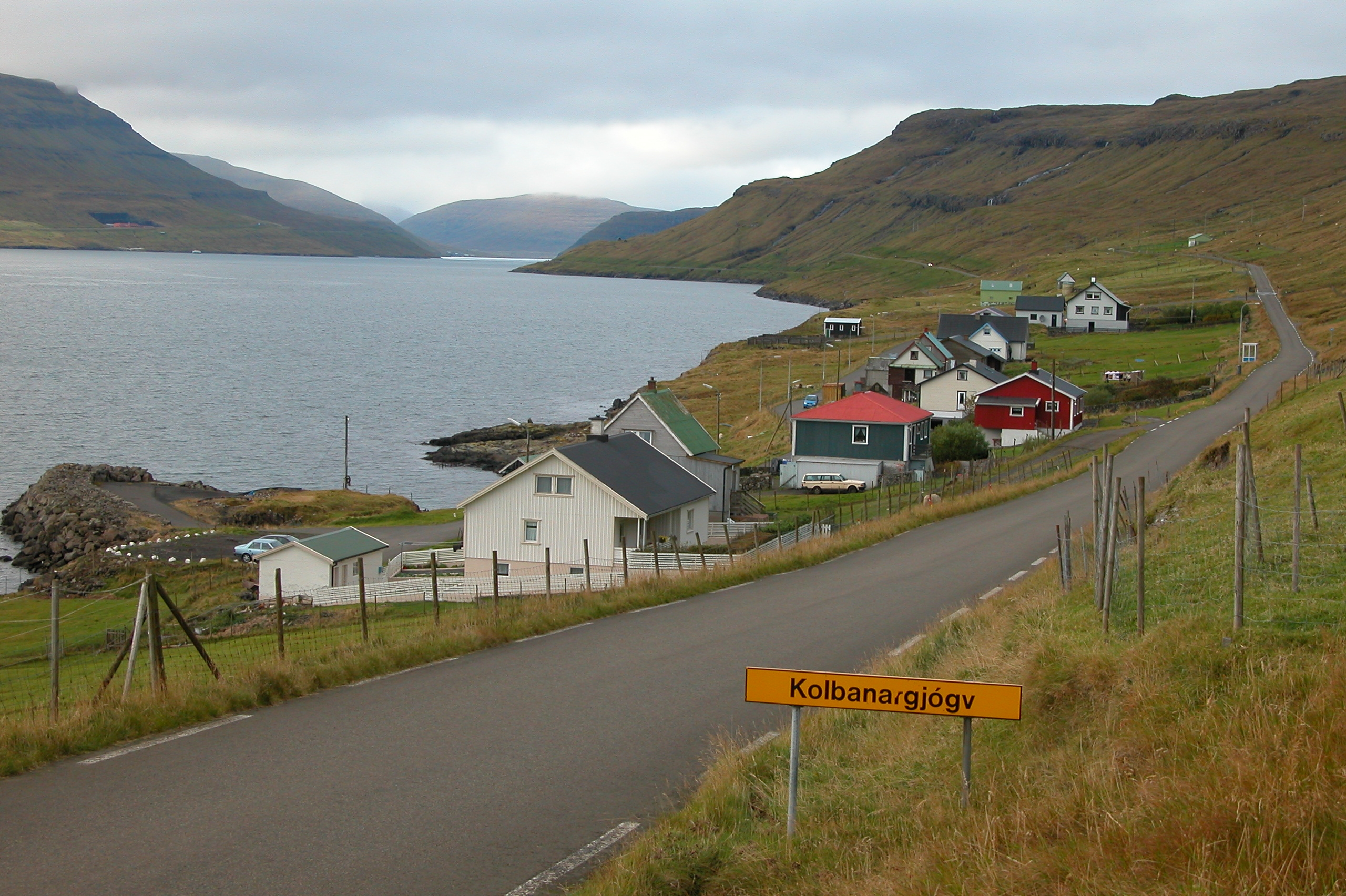
Kolbanargjógv村